# Raja Gosnell
Raja Gosnell, född 9 december 1958, är en amerikansk filmklippare och regissör verksam sedan sent 1970-tal som redigeringsassistent och sedan sent 1990-tal som regissör.

## Filmografi i urval
| - 1984 – Ensam är pest - 1987 – Good Morning, Vietnam - 1990 – Ensam hemma - 1990 – Pretty Woman - 1991 – Mammas gosse - 1992 – Ensam hemma 2 – vilse i New York - 1993 – Välkommen Mrs. Doubtfire - 1994 – Miraklet i New York - 1995 – Nio månader | - 1997 – Ensam hemma igen - 1999 – Never Been Kissed - 2000 – Big Mommas hus - 2002 – Scooby Doo - 2004 – Scooby Doo 2 – Monstren är lösa - 2008 – Chihuahuan från Beverly Hills - 2011 – Smurfarna - 2013 – Smurfarna 2 |